# Kolpingstraße 1 (Feilbingert)

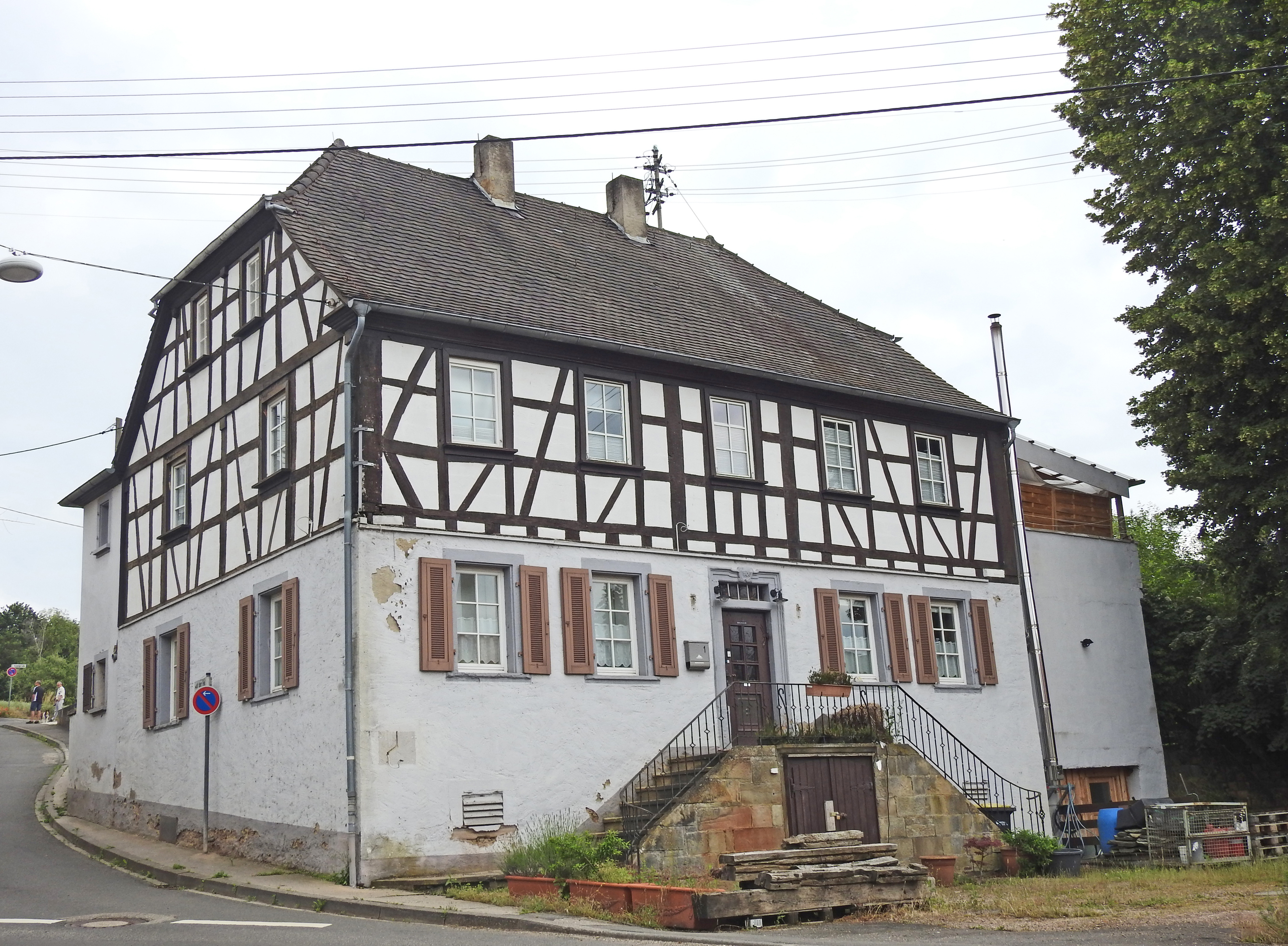
Kolpingstraße 1

Das Gebäude in der Kolpingstraße 1 ist ein denkmalgeschütztes Bauwerk in der Kolpingstraße im Ortsteil Bingert der Ortsgemeinde Feilbingert.
Das Baujahr des spätbarocken Baus mit Krüppelwalmdach in teilweiser Fachwerkbauart wird laut der im Keller des Hauses befindlichen Inschrift auf 1764 geschätzt.

## Geschichte
Das Gebäude war ursprünglich als Wohnhaus gebaut worden. Zwischenzeitlich wurde es als Gasthaus Engel genutzt. Zuletzt gehörte es der katholischen Kirchenstiftung in Feilbingert, die es im August 2012 verkaufte.